# Pablo Larraín
Pour les articles homonymes, voir Larrain.
Pablo Larraín est un réalisateur, scénariste et producteur chilien, né le 19 août 1976 à Santiago.
Révélé au début des années 2010 par la Mostra de Venise et le Festival de Cannes, il se fait connaître pour ses films qui s'intéressent à l'histoire chilienne contemporaine notamment No qui lui permet de remporter une nomination à l'Oscar du meilleur film étranger, en 2012. Par la suite, il obtient une certaine renommée pour ses films biographique dont sa trilogie féminine composée de Jackie (sur Jacqueline Kennedy-Onassis), Spencer (sur Diana Spencer) et Maria (sur Maria Callas).
En 2023, il obtient le Prix du meilleur scénario de la Mostra de Venise pour son biopic fantaisiste intitulé Le Comte avant d'être nommé comme producteur à l'Oscar du meilleur film documentaire.

## Biographie

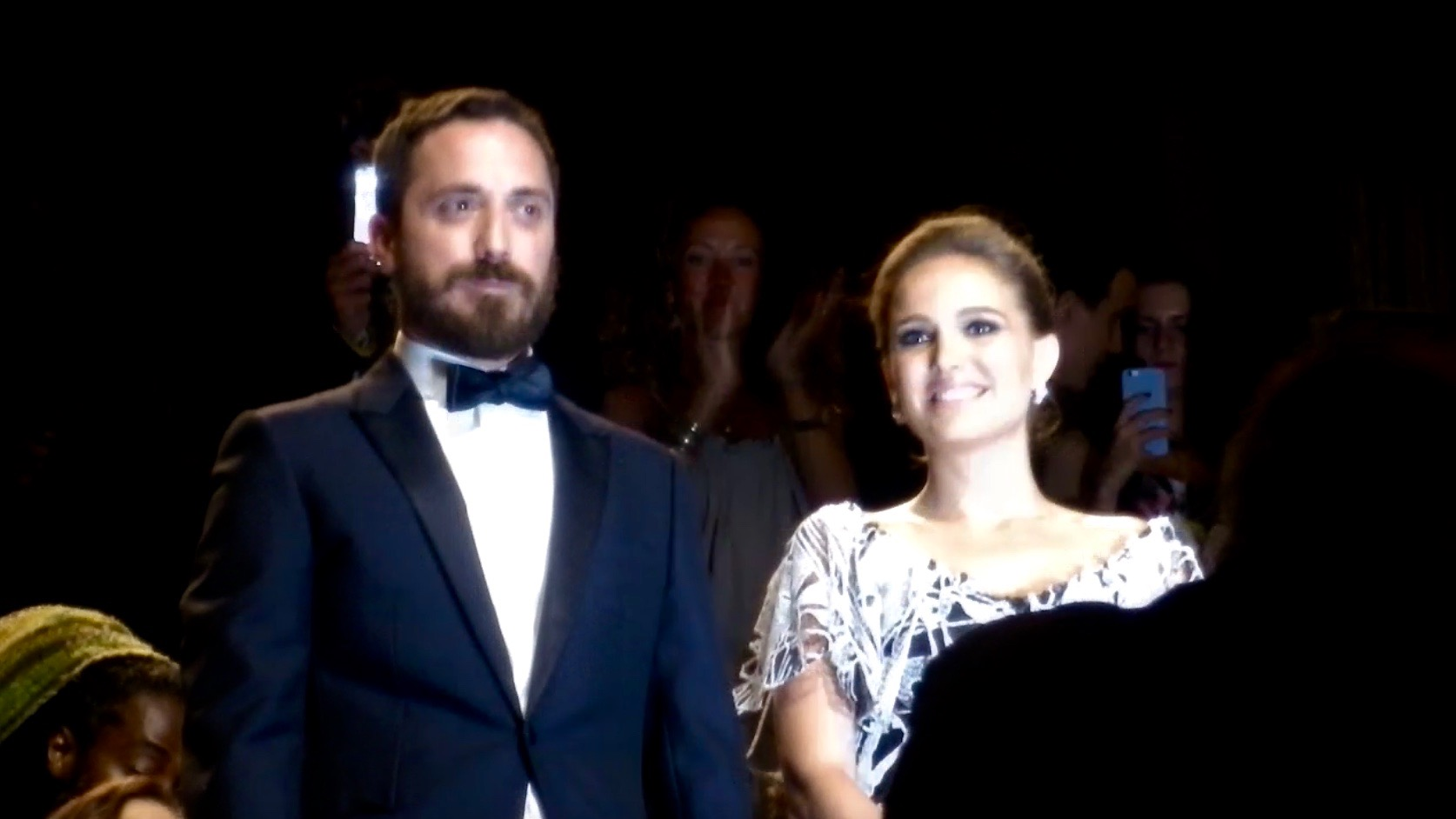
Pablo Larraín et Natalie Portman lors de la Mostra de Venise 2016.

Pablo Larraín est né dans une fratrie de six. Son père, Hernán Larraín, est un sénateur chilien, président du parti conservateur Union démocrate indépendante et ministre de la Justice, pendant que sa mère, Magdalena Matte, est ministre de l'Habitat.
Avec son père et son frère, en 2003 il est cofondateur de la société de production Fabula producciones (es) consacrée à la production cinéma, télévision et publicité.
Il dirige son premier film, Fuga en 2006, et le présente dans la Quinzaine des réalisateurs du Festival de Cannes de cette année-là.
Son film No (2012), consacré aux campagnes du référendum chilien de 1988, est nommé à l'Oscar du meilleur film international en 2013.
Cette année-là, il fait partie du jury présidé par Bernardo Bertolucci lors de la 70e Mostra de Venise, aux côtés de Carrie Fisher, Martina Gedeck, Andrea Arnold, Renato Berta, Ryūichi Sakamoto Jiang Wen et Virginie Ledoyen.
Il gagne en reconnaissance internationale en mettant en scène des figures du paysage politique, médiatique et culturel, de biopic en parabole, en espagnol comme en anglais. Ce sont Pablo Neruda pour Neruda avec Luis Gnecco, Jackie Kennedy-Onassis pour Jackie avec Natalie Portman, Lady Di pour Spencer avec Kristen Stewart, Augusto Pinochet pour Le Comte (El conde) avec Jaime Vadell, et Maria Callas pour Maria avec Angelina Jolie.
En 2020, il dirige la mini-série télévisée en huit épisodes Histoire de Lisey, écrite par Stephen King, qui adapte son propre roman, pour Apple TV+, avec Julianne Moore et Clive Owen.

## Filmographie
Sauf indication contraire, les informations mentionnées dans cette section peuvent être confirmées par la base de données cinématographiques IMDb,  présente dans la section « Liens externes ».

### Réalisateur

#### Cinéma
- 2006 : Fuga
- 2008 : Tony Manero
- 2010 : Santiago 73, post mortem
- 2012 : No
- 2015 : El club
- 2016 : Neruda
- 2017 : Jackie
- 2019 : Ema
- 2021 : Spencer
- 2023 : Le Comte (El Conde)
- 2024 : Maria

#### Télévision
- 2011 : Prófugos (es) (série télévisée) pour HBO
- 2020 : Homemade (série télévisée), épisode Last Call
- 2021 : Histoire de Lisey (Lisey's Story) (mini-série)

#### Autres
- 2001 : Sal Disfruta: Come y Disfruta (court métrage vidéo)
- 2013 : Navidad 2013 (publicité pour les magasins Falabella)
- 2013 : Venice 70: Future Reloaded - 1 segment[6]

### Scénariste
Pablo Larraín est scénariste d'une partie des films ou séries qu'il a réalisés.
- 2006 : Fuga de lui-même
- 2008 : Tony Manero de lui-même
- 2010 : Santiago 73, post mortem de lui-même
- 2011 : Prófugos (es) (série télévisée) pour HBO de lui-même
- 2015 : El club de lui-même
- 2019 : Ema de lui-même
- 2020 : Homemade (série télévisée) - créateur
- 2021 : Spencer de lui-même
- 2023 : Le Comte (El Conde) de lui-même

### Producteur
- 2011 : 4 h 44 Dernier jour sur Terre (4:44 Last Day on Earth) d'Abel Ferrara
- 2011 : Prófugos (es) (série télévisée) pour HBO
- 2012 : No de lui-même
- 2012 : Joven y alocada de Marialy Rivas
- 2013 : Gloria de Sebastián Lelio
- 2013 : Les Sœurs Quispe (Las niñas Quispe) de Sebastián Sepúlveda
- 2015 : El club de lui-même
- 2015 : Héroes d'Esteban Vidal
- 2017 : Une femme fantastique (Una mujer fantástica) de Sebastián Lelio
- 2019-2022 : La Meute (La jauría) (série télévisée)
- 2020 : Personne ne sait que je suis là (	Nadie sabe que estoy aquí) de Gaspar Antillo
- 2020 : Homemade (série télévisée)
- 2021 : Spencer de lui-même
- 2021 : Histoire de Lisey (Lisey's Story) (mini-série)
- 2022 : 42 jours d'obscurité (42 días en la oscuridad) (série télévisée)
- 2023 : Brujería de Christopher Murray
- 2023 : La memoria infinita (documentaire) de Maite Alberdi

## Distinctions
Sauf indication contraire, les informations mentionnées dans cette section peuvent être confirmées par la base de données cinématographiques IMDb,  présente dans la section « Liens externes ».

### Récompenses
- Festival international du film de Carthagène 2010 : meilleur film pour Santiago 73, post mortem
- Berlinale 2015 : Grand prix du jury pour El club
- Prix Platino 2016 : meilleur scénario pour El club
- Festival international du film de Stockholm 2017 : Visionary Award
- Mostra de Venise 2023 : Prix du meilleur scénario pour Le Comte

### Nominations
- Oscars 2012 : meilleur film en langue étrangère pour No
- Golden Globes 2016 : meilleur film en langue étrangère pour El club
- Prix Platino 2016 : meilleur réalisateur pour El club
- Golden Globes 2017 : meilleur film en langue étrangère pour Neruda
- Independent Spirit Awards 2017 : meilleur réalisateur pour Jackie
- Satellite Awards 2017 : meilleur réalisateur pour Jackie
- Oscars 2024 : meilleur film documentaire (comme producteur) pour La memoria infinita

### Sélections en compétition
- Mostra de Venise 2010 : compétition officielle pour Santiago 73, post mortem
- Festival de Cannes 2012 : Quinzaine des réalisateurs pour No
- Berlinale 2015 : compétition officielle pour El club
- Mostra de Venise 2016 : compétition officielle pour Jackie
- Mostra de Venise 2019 : compétition officielle pour Ema
- Mostra de Venise 2021 : compétition officielle pour Spencer
- Mostra de Venise 2023 : compétition officielle pour Le Comte
- Mostra de Venise 2024 : compétition officielle pour Maria

## Box-office en France
| Année | Film                     | Entrées |
| ----- | ------------------------ | ------- |
| 2006  | Fuga                     |         |
| 2008  | Tony Manero              |         |
| 2010  | Santiago 73, post mortem | 29 442  |
| 2012  | No                       | 279 391 |
| 2015  | El club                  | 33 521  |
| 2016  | Neruda                   | 228 051 |
| 2016  | Jackie                   | 462 597 |
| 2019  | Ema                      | 11 470  |